# マニッシュ・ボーイ
「マニッシュ・ボーイ」（Mannish Boy）は、アメリカ合衆国のブルース・ミュージシャン、マディ・ウォーターズが1955年に発表した楽曲。オリジナル・シングルに記載されたスペルは「Manish Boy」で、マディ・ウォーターズ・アンド・ヒズ・ギター名義で発表され、ビルボードのR&Bシングル・チャートで5位を記録。ウォーターズはその後も度々この曲を再演しており、ジョニー・ウィンターのプロデュースによる再録音は、ウォーターズの没後の1988年にヨーロッパでシングル・ヒットした。ローリング・ストーンの選ぶオールタイム・グレイテスト・ソング500では230位にランク・イン。

## マディ・ウォーターズの録音
この曲は、ボ・ディドリーがウォーターズの曲「フーチー・クーチー・マン」（作詞・作曲はウィリー・ディクスン）のリフを拝借した曲「アイム・ア・マン」を作ったことに対する返答として、ウォーターズが「アイム・ア・マン」を改作したものである。ウォーターズのオリジナル・ヴァージョンは、後にコンピレーション・アルバム『リアル・フォーク・ブルース』に収録された。
ウォーターズは1968年のアルバム『エレクトリック・マッド』に「マニッシュ・ボーイ」の新しいヴァージョンを収録しており、ジョニー・ウィンターがプロデュースしたアルバム『ハード・アゲイン』（1977年）でも再演している。ライヴでも頻繁に歌われた曲で、1976年11月25日にはザ・バンドの解散コンサートでこの曲をザ・バンドと共演しており、その時の映像は映画『ラスト・ワルツ』（1978年公開）で披露された。また、1977年3月のライヴ音源は1979年発表のライヴ・アルバム『マディ"ミシシッピ"ウォーターズ・ライヴ』に収録された。
ウォーターズの没後の1988年、ジョニー・ウィンターがプロデュースしたヴァージョンがリーバイス501のコマーシャルソングに使用され、それに伴い「フーチー・クーチー・マン」をB面に収録したシングルがエピック・レコードからリリースされた。このシングルはオランダで6位、ベルギーのフランデレン地域で19位、全英シングルチャートで51位に達するリバイバル・ヒットとなった。

## カヴァー

### ローリング・ストーンズの演奏
ローリング・ストーンズは「マニッシュ・ボーイ」をライヴで取り上げており、1977年3月4日にトロントのクラブ「エル・モカンボ」で行われた演奏はライヴ・アルバム『ラヴ・ユー・ライヴ』（1977年）に収録された。また、このライヴ音源は後に『サッキング・イン・ザ・70s』（1981年）や『レアリティーズ 1971-2003』（2005年）といったコンピレーション・アルバムにも収録されている。
1981年11月22日には、ローリング・ストーンズのメンバーのうちミック・ジャガー、キース・リチャーズ、ロン・ウッドの3人がシカゴでマディ・ウォーターズのライヴに参加しており、この曲も演奏された。その模様は映像作品『ライヴ・アット・ザ・チェッカーボード・ラウンジ・シカゴ 1981』（2012年発表）に収録された。

### その他
- ジミ・ヘンドリックス - 1969年4月22日に録音を残し[12]、1970年1月にオーバー・ダビングを行った[13]。ヘンドリックスの生前には発表されず、コンピレーション・アルバム『ブルーズ』（1994年）に収録された。
- ポール・バターフィールド - アルバム『The Legendary Paul Butterfield Rise Again』（1986年）に収録。
- ヒンドゥー・ラヴ・ゴッズ（英語版） - アルバム『ヒンドゥー・ラヴ・ゴッズ』（1990年）に収録。
- RIP SLYME - アルバム『TOKYO CLASSIC』（2002年）に、RYO-Zのソロ曲として「Case2.MANNISH BOY（続 zeekのテーマ）」というタイトルのカヴァーを収録。
- チャックD、コモン、カイル・ジェイソン - 2003年のドキュメンタリー番組『Godfathers and Sons』のサウンドトラック・アルバムに収録[14]。
- エリオット・マーフィー・ウィズ・オリヴィエ・デュランド - アルバム『Murphy Gets Muddy』（2005年）に収録。
- バディ・ガイ - ライヴで演奏。2010年のライヴ音源はライヴ・アルバム『ライヴ・アット・レジェンズ』（2012年）に収録された。